# Adelaide International I 2022
Adelaide International I 2022 byl společný tenisový turnaj mužského okruhu ATP Tour a ženského okruhu WTA Tour, hraný v areálu Memorial Drive Tennis Centre na otevřených dvorcích s tvrdým povrchem GreenSet. Dějištěm turnaje se stalo Adelaide, metropole australského svazového státu Jižní Austrálie. Jednalo se o druhý ročník mužského a třetí ročník ženského turnaje. Kvůli koronavirové pandemii byla mužská polovina v sezóně 2021 přesunuta do Melbourne. Na adelaidskou událost o týden později navázal smíšený Adelaide International II 2022 v kategoriích ATP Tour 250 a WTA 250.
Mužský turnaj s dotací 521 000 dolarů patřil do kategorie ATP Tour 250. Ženská část s rozpočtem 703 580 dolarů se řadila do kategorie WTA 500. Nejvýše nasazenými v singlových soutěžích se stali dvacátý první hráč světa Gaël Monfils z Francie a mezi ženami australská světová jednička Ashleigh Bartyová. Jako poslední přímí účastníci do dvouher nastoupili 130. žena žebříčku Ruska Anastasija Gasanovová a mezi muži 94. tenista pořadí Mikael Ymer ze Švédska.
Obě singlové trofeje připadly turnajovým jedničkám. Jedenáctý titul z dvouhry okruhu ATP Tour si odvezl Gaël Monfils. Čtrnáctou singlovou trofej na okruhu WTA Tour získala Ashleigh Bartyová, která následně vyhrála s krajankou Storm Sandersovou i čtyřhru. Potřetí v kariéře tak dosáhla na tzv. „double“. Mužskou čtyřhru ovládli Indové Rohan Bopanna a Ramkumar Ramanathan, jenž si připsal první kariérní trofej.

## Rozdělení bodů a finančních odměn

### Rozdělení bodů
| Soutěž       | vítězové | finalisté | semifinalisté | čtvrtfinalisté | 16 v kole | 32 v kole | Q  | Q2 | Q1 |
| ------------ | -------- | --------- | ------------- | -------------- | --------- | --------- | -- | -- | -- |
| dvouhra mužů | 250      | 150       | 90            | 45             | 20        | 0         | 12 | 6  | 0  |
| čtyřhra mužů | 250      | 150       | 90            | 45             | 0         | —         | —  | —  | —  |
| dvouhra žen  | 470      | 305       | 185           | 100            | 55        | 1         | 25 | 13 | 1  |
| čtyřhra žen  | 470      | 305       | 185           | 100            | 1         | —         | —  | —  | —  |

### Finanční odměny
| Soutěž                              | vítězové  | finalisté | semifinalisté | čtvrtfinalisté | 16 v kole | 32 v kole | Q2      | Q1      |
| ----------------------------------- | --------- | --------- | ------------- | -------------- | --------- | --------- | ------- | ------- |
| dvouhra mužů                        | 87 370 $  | 48 365 $  | 27 220 $      | 15 490 $       | 8 890 $   | 5 200 $   | 2 540 $ | 1 320 $ |
| čtyřhra mužů                        | 23 370 $  | 13 210 $  | 7 630 $       | 4 320 $        | 2 540 $   | 1 520 $   | —       | —       |
| dvouhra žen                         | 108 000 $ | 66 800 $  | 39 000 $      | 18 685 $       | 10 000 $  | 6 750 $   | 5 020 $ | 2 585 $ |
| čtyřhra žen                         | 36 200 $  | 22 000 $  | 12 500 $      | 6 500 $        | 3 900 $   | —         | —       | —       |
| částka ve čtyřhře je uvedena na pár |           |           |               |                |           |           |         |         |

## Dvouhra mužů

### Nasazení
| Stát                             | Hráč             | ATP | Nasazení |
| -------------------------------- | ---------------- | --- | -------- |
| Francie                          | Gaël Monfils     | 21. | 1.       |
| Rusko                            | Karen Chačanov   | 29. | 2.       |
| Chorvatsko                       | Marin Čilić      | 30. | 3.       |
| USA                              | Frances Tiafoe   | 38. | 4.       |
| Maďarsko                         | Márton Fucsovics | 40. | 5.       |
| USA                              | Tommy Paul       | 43. | 6.       |
| Srbsko                           | Laslo Djere      | 52. | 7.       |
| Jižní Korea                      | Kwon Sun-u       | 53. | 8.       |
| Žebříček ATP k 27. prosinci 2021 |                  |     |          |

### Jiné formy účasti
Následující hráči obdrželi divokou kartu do hlavní soutěže:
- Alex Bolt[14]
- Thanasi Kokkinakis[14]
- Aleksandar Vukic

Následující hráči postoupili z kvalifikace:
- Francisco Cerúndolo
- Taró Daniel
- Jegor Gerasimov
- Holger Rune

#### Odhlášení
před zahájením turnaje
- Ugo Humbert → nahradil jej  Juan Manuel Cerúndolo
- Miomir Kecmanović → nahradil jej  Mikael Ymer
- Sebastian Korda → nahradil jej  Thiago Monteiro
- Arthur Rinderknech → nahradil jej  Corentin Moutet

## Mužská čtyřhra

### Nasazení
| Stát                                                                                      | Hráč              | Stát      | Hráč               | ATP  | Nasazení |
| ----------------------------------------------------------------------------------------- | ----------------- | --------- | ------------------ | ---- | -------- |
| Chorvatsko                                                                                | Ivan Dodig        | Brazílie  | Marcelo Melo       | 41.  | 1.       |
| Belgie                                                                                    | Sander Gillé      | Belgie    | Joran Vliegen      | 56.  | 2.       |
| Uruguay                                                                                   | Ariel Behar       | Ekvádor   | Gonzalo Escobar    | 80.  | 3.       |
| Bosna a Hercegovina                                                                       | Tomislav Brkić    | Mexiko    | Santiago González  | 82.  | 4.       |
| Austrálie                                                                                 | Matthew Ebden     | Austrálie | John-Patrick Smith | 125. | 5.       |
| Izrael                                                                                    | Jonatan Erlich    | Švédsko   | André Göransson    | 128. | 6.       |
| Spojené království                                                                        | Lloyd Glasspool   | Finsko    | Harri Heliövaara   | 142. | 7.       |
| USA                                                                                       | Nathaniel Lammons | USA       | Jackson Withrow    | 176. | 8.       |
| Žebříček ATP k 27. prosinci 2021; číslo je součtem žebříčkového postavení obou členů páru |                   |           |                    |      |          |

### Jiné formy účasti
Následující páry obdržely divokou kartu do hlavní soutěže:
- Alex Bolt /  Thanasi Kokkinakis
- Aleksandar Vukic /  Edward Winter

### Odhlášení
před zahájením turnaje
- Boris Arias /  Federico Zeballos → nahradil jej  Daniel Altmaier /  Juan Pablo Varillas
- Andrea Arnaboldi /  Alessandro Giannessi → nahradili je   Gianluca Mager /  Lorenzo Musetti
- Rohan Bopanna /  Édouard Roger-Vasselin → nahradili je   Rohan Bopanna /  Ramkumar Ramanathan
- Benjamin Bonzi /  Arthur Rinderknech → nahradili je   Benjamin Bonzi /  Hugo Nys
- Evan King /  Alex Lawson → nahradili je   Alex Lawson /  Jiří Veselý
- Frederik Nielsen /  Mikael Ymer → nahradili je   Frederik Nielsen /  Treat Conrad Huey

## Ženská dvouhra

### Nasazení
| Stát                             | Hráčka            | WTA | Nasazení |
| -------------------------------- | ----------------- | --- | -------- |
| Austrálie                        | Ashleigh Bartyová | 1.  | 1.       |
| Bělorusko                        | Aryna Sabalenková | 2.  | 2.       |
| Řecko                            | Maria Sakkariová  | 6.  | 3.       |
| Španělsko                        | Paula Badosová    | 8.  | 4.       |
| Polsko                           | Iga Świąteková    | 9.  | 5.       |
| USA                              | Sofia Keninová    | 12. | 6.       |
| Kazachstán                       | Jelena Rybakinová | 14. | 7.       |
| Ukrajina                         | Elina Svitolinová | 15. | 8.       |
| Žebříček WTA k 27. prosinci 2021 |                   |     |          |

### Jiné formy účasti
Následující hráčky obdržely divokou kartu do hlavní soutěže:
- Priscilla Honová
- Storm Sandersová[14]

Následující hráčky postoupily z kvalifikace:
- Marie Bouzková
- Lucia Bronzettiová
- Ulrikke Eikeriová
- Maddison Inglisová
- Despina Papamichailová
- Darja Savilleová

#### Odhlášení
před zahájením turnaje
- Belinda Bencicová → nahradila ji  Kaja Juvanová
- Ons Džabúrová → nahradila ji  Shelby Rogersová
- Barbora Krejčíková → nahradila ji  Ajla Tomljanovićová
- Garbiñe Muguruzaová → nahradila ji  Kristína Kučová
- Jeļena Ostapenková → nahradila ji  Misaki Doiová
- Karolína Plíšková → nahradila ji  Heather Watsonová

## Ženská čtyřhra

### Nasazení
| Stát                                                                                      | Hráčka                       | Stát      | Hráčka            | WTA | Nasazení |
| ----------------------------------------------------------------------------------------- | ---------------------------- | --------- | ----------------- | --- | -------- |
| Japonsko                                                                                  | Šúko Aojamová                | Japonsko  | Ena Šibaharaová   | 10. | 1.       |
| Kanada                                                                                    | Gabriela Dabrowská           | Mexiko    | Giuliana Olmosová | 25. | 2.       |
| Chorvatsko                                                                                | Darija Juraková Schreiberová | Slovinsko | Andreja Klepačová | 29. | 3.       |
| USA                                                                                       | Coco Gauffová                | USA       | Caty McNallyová   | 40. | 4.       |
| Žebříček WTA k 27. prosinci 2021; číslo je součtem žebříčkového postavení obou členů páru |                              |           |                   |     |          |

### Jiné formy účasti
Následující pár obdržel divokou kartu do hlavní soutěže:
- Priscilla Honová /  Charlotte Kempenaersová-Poczová

#### Odhlášení
před zahájením turnaje
- Alexa Guarachiová /  Nicole Melicharová-Martinezová → nahradily je  Sofia Keninová /  Nicole Melicharová-Martinezová
- Ljudmyla Kičenoková /  Jeļena Ostapenková → nahradily je  Kateryna Bondarenková /  Ljudmyla Kičenoková
- Desirae Krawczyková /  Bethanie Matteková-Sandsová → nahradily je  Ashleigh Bartyová /  Storm Sandersová

## Přehled finále

### Mužská dvouhra
- Gaël Monfils vs  Karen Chačanov, 6–4, 6–4

### Ženská dvouhra
- Ashleigh Bartyová vs  Jelena Rybakinová, 6–3, 6–2

### Mužská čtyřhra
- Rohan Bopanna /  Ramkumar Ramanathan vs.  Ivan Dodig /  Marcelo Melo, 7–6(8–6), 6–1

### Ženská čtyřhra
- Ashleigh Bartyová /  Storm Sandersová vs.  Darija Juraková Schreiberová /  Andreja Klepačová, 6–1, 6–4